# Roodstreepkikker
De roodstreepkikker (Phrynomantis bifasciatus) is een kikker uit de familie smalbekkikkers (Microhylidae). De soort werd voor het eerst wetenschappelijk beschreven door Andrew Smith in 1847. Oorspronkelijk werd de wetenschappelijke naam Brachymerus bifasciatus gebruikt en later de naam Phrynomerus bifasciatus.

## Uiterlijke kenmerken
Deze vier tot zes centimeter lange, glanzend zwarte kikker heeft voornamelijk roze of rode vlekjes en strepen op zijn rug, die in de loop van de dag van kleur veranderen en bij fel licht bleker worden. Hij heeft een spitse kop en kleine ogen met ronde pupillen.

## Leefwijze
Het voedsel van deze in hoofdzaak terrestrische kikker bestaat uit insecten, vooral mieren en termieten. Hij heeft korte benen, waarmee hij liever loopt en rent. Als hij bedreigd wordt, richt hij zich op, strekt de poten en blaast zich op om groter te doen lijken. De secretie uit de huid is extreem giftig en zelfs voor mensen dodelijk bij inname.

## Voortplanting
Mannetjes lokken in de paartijd de vrouwtjes met een trillende roep vanaf de rand van hun poeltje. Na de paring worden tot 600 eieren afgezet aan waterplanten.

## Verspreiding en leefgebied
Deze soort komt voor in zuidoostelijk Afrika.